# Camera Café
Camera Café – polska wersja francuskiego serialu telewizyjnego o tym samym tytule, kręcona w 2004, emitowana od 1 marca do 20 grudnia 2004 oraz ponownie od 7 stycznia 2024 roku na antenie TVN. Od 25 grudnia 2023 do 15 marca 2024 roku nowe odcinki pojawiały się w serwisie Player.
W październiku 2023 poinformowano, że produkcja doczeka się kontynuacji w postaci nowych odcinków. Premiera Camera Café. Nowe parzenie miała premierę 25 grudnia 2023 na platformie VOD Player.

## Fabuła
Akcja toczy się w biurze prywatnej firmy przy automacie sprzedającym kawę. Widz ogląda mniej lub bardziej skomplikowane relacje koleżeńskie pracowników z perspektywy kamery ukrytej w automacie do kawy.

## Obsada

### Serie 1–2
- Leszek Lichota jako strażak
- Arkadiusz Janiczek jako konował od kserokopiarki
- Magdalena Kacprzak jako Maja
- Tomasz Kot jako Jacek
- Aleksandra Nieśpielak jako Agnieszka
- Tamara Arciuch jako żona prezesa
- Dorota Deląg jako Karolina
- Joachim Lamża jako Zygmunt
- Marcin Kwaśny jako Jurek
- Piotr Pręgowski jako Roman
- Adam Biedrzycki jako Sergiusz
- Waldemar Błaszczyk jako Marcin
- Paweł Szczesny jako antyterrorysta
- Piotr Zelt jako ochroniarz Leon
- Jacek Lenartowicz jako Wiktor
- Sebastian Konrad jako Sylwek
- Agnieszka Wielgosz jako Fretka
- Iwona Wszołkówna jako Asia
- Michał Piela jako Eryk, brat Fretki
- Karolina Muszalak jako Beata
- Krzysztof Krupiński jako Paweł „Kalafior”, kolega Jacka
- Maria Góralczyk jako Julka
- Marcin Dorociński jako Julian
- Andrzej Nejman jako Wojtek, trener Sylwka; goniec Krzysiek (2 seria)
- Maciej Makowski jako młody pracownik
- Elżbieta Jarosik jako Wanda

#### Gościnnie
- Paweł Burczyk jako reżyser
- Przemysław Kaczyński jako "Gaduła", były pracownik
- Borys Szyc jako Peter Wisniak
- Mariusz Pudzianowski jako chłopak Beaty

### Seria 3(Nowe parzenie)[2][3][4]
- Mateusz Król jako Jacek
- Adam Bobik jako Roman
- Michał Czernecki jako Jan
- Rafał Maćkowiak jako Sergiusz
- Anna Szymańczyk jako Fretka
- Dominika Kluźniak jako Asia
- Bartłomiej Kasprzykowski jako Sylwek
- Barbara Wypych jako Karolina
- Mikołaj Chroboczek jako Andrzej
- Justyna Ducka jako Zosia
- Szymon Roszak jako Paweł, „Pan Kanapka”
- Marcin Miodek jako Filip
- Radosław Kotarski jako Robercik
- Jan Kardasiński jako „Nowy”
- Maksymilian Rudnicki jako Max, syn Andrzeja
- Maciej Nawrocki jako kurier
- Zofia Jastrzębska jako stażystka Monika Lewińska
- Daniel Guzdek jako serwisant
- Szymon Mysłakowski jako ksiądz
- Adam Krawczuk jako Marcin, „inspektor BHP”
- Hubert Urbański jako on sam
- Renat Kordas jako Sebastian, syn Joanny
- Sylwia Gola jako Magda
- Bartłomiej Magdziarz jako klient
- Adam Zdrójkowski jako kurier
- Jakub Zdrójkowski jako kurier
- Mateusz Płocha jako Oskar, syn prezesa
- Hubert Skrzyński jako Kamilek
- Maciej Makowski jako Radek
- Marcin Prokop jako on sam
- Michał Pukowiec jako operator
- Jan Jurkowski jako policjant
- Marek Hucz jako striptizer
- Pigout jako DJ
- Ada Fijał jako ona sama
- Maciej Bisiorek jako Ludwik

## Emisja i odbiór
Pierwszy sezon składający się z 63 odcinków emitowano od 1 marca 2004 od poniedziałku do czwartku około godz. 23:10. Średnia oglądalność w pierwszym tygodniu emisji wynosiła niespełna 1 mln widzów, zaś w maju ok. 746 tys. widzów.
Premiera drugiego sezonu odbyła się w jesiennej ramówce 2004, zaś serial od tego momentu emitowano w poniedziałki o godz. 22:30. Długość odcinków wydłużono z 7 do około 20 minut i w ramach tej serii nagrano ich 15. 
| Seria                      | Seria       | Odcinki     | Odcinki     | Sezon          | Premiera serii  | Finał serii     | Pora emisji/dzień udostępniania | Platforma/stacja |
| Camera Café                | Camera Café | Camera Café | Camera Café | Camera Café    | Camera Café     | Camera Café     | Camera Café                     | Camera Café      |
| -------------------------- | ----------- | ----------- | ----------- | -------------- | --------------- | --------------- | ------------------------------- | ---------------- |
| 1.                         | 1.          | 1–63 (63)   | 1–63 (63)   | wiosna 2004    | 1 marca 2004    | 22 czerwca 2004 | poniedziałek-czwartek 23:10     | TVN              |
| 2.                         | 2.          | 64–78 (15)  | 64–78 (15)  | jesień 2004    | 6 września 2004 | 20 grudnia 2004 | poniedziałek 22:30              | TVN              |
| Camera Café. Nowe parzenie |             |             |             |                |                 |                 |                                 |                  |
| 1.                         | 3.          | 79–102 (24) | 1–24 (24)   | zima 2023/2024 | 25 grudnia 2023 | 15 marca 2024   | poniedziałek/piątek             | Player           |
| 1.                         | 3.          | 79–102 (24) | 1–12 (12)   | zima 2023/2024 | 7 stycznia 2024 | 4 lutego 2024   | sobota i niedziela ok. 13:00    | TVN              |